# Nils Täpp
Nils Bertil Täpp (ur. 27 października 1917 w Malung, zm. 23 października 2000 tamże) – szwedzki biegacz narciarski, dwukrotny medalista olimpijski oraz złoty medalista mistrzostw świata.

## Kariera
Jego olimpijskim debiutem były igrzyska w Sankt Moritz w 1948 r. Wspólnie z Nilsem Östenssonem, Gunnarem Erikssonem i Martinem Lundströmem zdobył złoty medal w sztafecie 4 × 10 km. Cztery lata później, podczas igrzysk olimpijskich w Oslo wraz z Sigurdem Anderssonem, Enarem Josefssonem i Martinem Lundströmem wywalczył brązowy medal w sztafecie. Na tych samych igrzyskach zajął też siódme miejsce w biegu na 18 km techniką klasyczną.
W 1950 roku wystartował na mistrzostwach świata w Lake Placid, gdzie Szwedzi w składzie: Nils Täpp, Karl-Erik Åström, Martin Lundström i Enar Josefsson zdobyli kolejny złoty medal w sztafecie. Na kolejnych mistrzostwach świata Täpp już nie startował.
Ponadto Täpp zwyciężał w mistrzostwach Szwecji: w 1946 roku na dystansie 15 km, w 1949 roku w sztafecie, w barwach klubu Östersunds SK.

## Osiągnięcia

### Igrzyska olimpijskie
| Miejsce | Dzień     | Rok  | Miejscowość  | Konkurencja             | Wynik   | Strata | Zwycięzca        |
| ------- | --------- | ---- | ------------ | ----------------------- | ------- | ------ | ---------------- |
| 1.      | 3 lutego  | 1948 | Sankt Moritz | Sztafeta 4 × 10 km      | 2:20:16 | –      | –                |
| 7.      | 18 lutego | 1952 | Oslo         | 18 km stylem klasycznym | 1:01:34 | +2:01  | Hallgeir Brenden |
| 3.      | 23 lutego | 1952 | Oslo         | Sztafeta 4 × 10 km      | 2:20:16 | +3:57  | Finlandia        |

### Mistrzostwa świata
| Miejsce | Dzień    | Rok  | Miejscowość | Konkurencja             | Czas biegu | Strata | Zwycięzca        |
| ------- | -------- | ---- | ----------- | ----------------------- | ---------- | ------ | ---------------- |
| 10.     | 3 lutego | 1950 | Lake Placid | 18 km stylem klasycznym | 1:06:16    | +2:10  | Karl-Erik Åström |
| 1.      | 5 lutego | 1950 | Lake Placid | Sztafeta 4 × 10 km      | 2:39:59    | –      | –                |